# الكويكون
الكويكون (بالإنجليزية: Koyukon)‏ هم سكان ألاسكا الأصليون الذين ينتمون إلى المجموعة العرقية اللغوية الناطقة باللغة الأتاباسكية. يعيشون في المناطق الواقعة على طول نهري كويوكوك في الاسكا ويوكون في شمال غرب أمريكا الشمالية ، يعتمدون في غذائهم على طريقة الصيد بالقنص والشباك منذ آلاف السنين. ولا يزال العديد من شعب الكويكون يمارسون هذا الطريقة في الصيد حتى اليوم. 
لغة الكويكون هي فرع من عائلة كبيرة تسمى أثاباسكان (Athabascan) ، يتحدث بها العديد من مجموعات السكان الأصليين في جميع أنحاء شمال غرب أمريكا الشمالية . بالإضافة إلى ذلك، ونظرًا للهجرة القديمة للشعوب واختلاطهم ببعضهم، ظهرت لغات أخرى مثل لغة (نافاهو) التي يتم التحدث بها في جنوب غرب الولايات المتحدة وفي المكسيك . 

## التاريخ
كان الروس هم أوائل الأوروبيون الذين دخلوا أراضي الكويكون قادمين من نهر يوكون في الشمال الغربي لأمريكا الشمالية إلى مدينة نولاتو في الاسكا في عام 1838م. عندما وصلوا إلى المنطقة، وجدوا بعض الاشياء مثل الأواني الحديدية والخرز الزجاجي والملابس المصنوعة من القماش والتبغ متوفرة مع شعب الكويكون الذين حصلوا عليها من خلال تجارتهم مع شعوب الأسكيمو الساحلية، والذين كانوا بدورهم يتاجرون مع الروس منذ فترة طويلة. أنتشر وباء الجدري في تلك المنطقة قبل وصول الروس، مما تسبب في ارتفاع عدد الوفيات بين شعب الكويكون. وفي السنوات اللاحقة، قللت الأمراض المعدية التي نقلها الأوروبيين إلى شعب الكويكون من عدد السكان بشكل كبير بسبب أنهم لم تكن عندهم مناعة ضد هذه الأمراض. 
أصبحت منطقة شعب الكويكون الواقعة على طول نهر كويوكوك في عزلة عن الناس بسبب خوفهم من تفشي الأمراض في المنطقة، وأستمرت هذه العزلة حتى عام 1898، عندما وصلت حملة للتنقيب عن الذهب في المنطقة قوامها أكثر من ألف رجل. وجد الرجال القليل من الذهب وغادر معظمهم المنطقة في الشتاء التالي. 

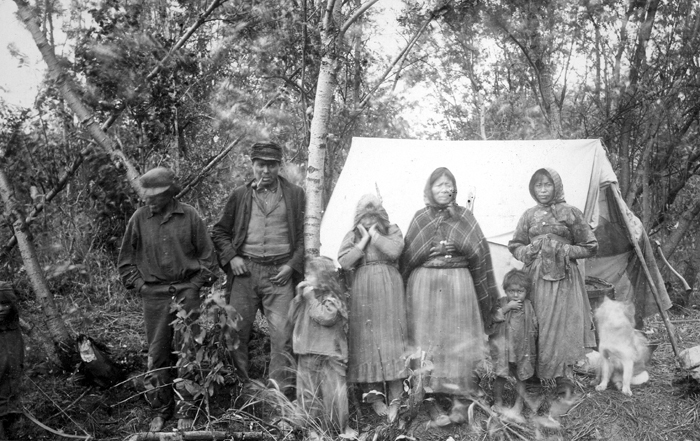
صورة لشعب كويكون يعيشون على الضفة اليسرى لنهر كويوكوك ، 6 سبتمبر 1898.

## أعلام من شعب الكويكون
- والتر هاربر، أول رجل معروف وصل إلى قمة جبل دينالي (جبل ماكينلي) مع فريق من ثلاثة أشخاص في يونيو 1913
- موريس طومسون، رجل أعمال وقائد
- كاثلين كارلو كيندال، فنانة نحت أعمال خشبية محترفة